# Thorigné (Deux-Sèvres)
Thorigné foi uma comuna francesa na região administrativa da Nova Aquitânia, no departamento de Deux-Sèvres. Estendia-se por uma área de 18,26 km². Em 2010 a comuna tinha 1 267 habitantes (densidade: 69,4 hab./km²).
Em 1 de janeiro de 2017, passou a formar parte da comuna de Aigondigné.